# Aleksandr Bastrykin
Aleksandr Iwanowicz Bastrykin (ros. Александр Иванович Бастрыкин; ur. 27 sierpnia 1953 w Pskowie) – rosyjski prawnik, działacz komsomolski, partyjny i państwowy, nauczyciel akademicki, funkcjonariusz Ministerstwa Spraw Wewnętrznych ZSRR i Rosji, od 2007 roku pierwszy zastępca prokuratora generalnego Federacji Rosyjskiej i przewodniczący Komitetu Śledczego przy Prokuraturze Generalnej, od 2011 roku przewodniczący Komitetu Śledczego Federacji Rosyjskiej, kandydat nauk prawnych, generał pułkownik sprawiedliwości.

## Życiorys
W 1975 roku ukończył studia na Wydziale Prawa Państwowego Uniwersytetu w Leningradzie, gdzie był starostą grupy studenckiej, do której należał Władimir Putin. W latach 1975–1977 służył w organach Ministerstwa Spraw Wewnętrznych ZSRR. W latach 1977–1980 i 1985–1986 pracownik naukowy Państwowego Uniwersytetu w Leningradzie. W latach 1980–1985 działacz Komsomołu w Leningradzie, a w latach 1986–1988 zastępca sekretarza Komunistycznej Partii Związku Radzieckiego Państwowego Uniwersytetu w Leningradzie.
W latach 1988–1996 pracownik naukowy, w tym profesor i rektor Instytutu Prawa w Sankt-Petersburgu (w latach 1991–1992 bezrobotny). W latach 1996–1998 zastępca dowódcy ds. prawnych Okręgu Północno-Zachodniego Wojsk Wewnętrznych Federacji Rosyjskiej. W latach 1998–2006 w strukturach Ministerstwa Sprawiedliwości Federacji Rosyjskiej. W 2006 roku szef Głównego Zarządu Ministerstwa Spraw Wewnętrznych Federacji Rosyjskiej ds. Centralnego Okręgu Federalnego, a następnie zastępca prokuratora generalnego Rosji. W 2007 roku mianowany pierwszym zastępcą prokuratora generalnego Rosji i przewodniczącym Komitetu Śledczego przy Prokuraturze Generalnej Federacji Rosyjskiej. Od 15 stycznia 2011 roku przewodniczący Komitetu Śledczego Federacji Rosyjskiej. Posiada rangę państwowego radcy sprawiedliwości 1. klasy.
28 listopada 2009 roku został ranny w wyniku wybuchu bomby w trakcie śledztwa w sprawie katastrofy kolejowej Newskiego Ekspresu.
10 kwietnia 2010 roku, po katastrofie polskiego Tu-154 w Smoleńsku, Aleksandr Bastrykin udał się do Smoleńska na polecenie prezydenta Federacji Rosyjskiej Dmitrija Miedwiediewa wraz z rosyjskim ministrem ds. sytuacji nadzwyczajnych gen. Siergiejem Szojgu i ministrem transportu Igorem Lewitinem, po czym na miejscu katastrofy ustalił z polskimi prokuratorami wojskowymi pierwsze ramowe formy współpracy w śledztwie, co zostało określone w wydanym przez niego dokumencie. Tego samego dnia, decyzją premiera Rosji Władimira Putina, Aleksandr Bastrykin wszedł w skład specjalnej rosyjskiej komisji rządowej do zbadania przyczyn katastrofy.